# Rézlazac
A rézlazac vagy ezüstös pontylazac (Hasemania nana) a sugarasúszójú halak (Actinopterygii) osztályának pontylazacalakúak (Characiformes) rendjébe, ezen belül a pontylazacfélék (Characidae) családjába tartozó faj.

## Előfordulása
A rézlazac brazíliai Minas Gerais állam területén honos. A São Francisco folyó medence sekély vizeinek lakója.

## Megjelenése
A testhossza legfeljebb 2,7 centiméter.

## Életmódja
Trópusi halként, az ezüstös pontylazac a 22-28 Celsius-fokos vízhőmérsékletet, valamint a 6-8 pH-értékű vizet kedveli. Mindenevő pontylazac.

## Felhasználása
Kedvelt akváriumi hal, emiatt ipari mértékben tenyésztik és kereskednek vele. Az akváriuma legalább 60 centiméter hosszú kell hogy legyen; rajhalként fajtársaira van szüksége, emiatt legalább 5 vagy ennél több példány tartása ajánlott.